# Emil Eduard Eckardt
Emil Carl Eduard Eckardt (geboren 9. September 1871 in Bamberg; gestorben 1945 (vermutlich) in Dresden) war ein deutscher Miniaturmaler und Radierer, der vor allem durch weitverbreitete Miniaturporträts bekannt war.

## Leben und Wirken
Er war der Sohn eines Kunstmalers aus Franken und trat in die Fußstapfen seines Vaters. Bereits im Alter von sechs Jahren nahm er auf Vermittlung des Vaters regelmäßigen Zeichenunterricht, den er bis zum 17. Lebensjahr besuchte. Dann ging er von Bayern in das Königreich Sachsen zum Studium nach Dresden und
wechselte dann nach Frankfurt am Main. Studienreisen führten ihn auch nach Belgien und Holland. Danach nahm er als freischaffender Künstler seinen Wohnsitz am Rhein.
Erst 1896 fand er an der Miniaturtechnik als ganz besonders porträtistisches Ausdrucksmittel Gefallen und widmete sich seitdem ausschließlich dieser luxuriösesten oder raffiniertesten Kunstart. Seine Miniatur-Porträts nach dem Leben sind in der ganzen Welt zerstreut. Er schuf auch ein Miniaturporträt vom König Georg von Sachsen, das dieser dem damaligen Kaiser Wilhelm II. in Berlin überließ.
Zuletzt lebte er als Miniaturporträtmaler in Dresden-Altstadt, Bayreuther Straße 39.
Seit 1933 besaß er ein Patent für die Produktion einer speziellen Druckplatte (Patentnummer 2.130.735). Bereits zuvor hatte er sich in der Fachpresse zum Thema Photomechanische Herstellung von Druckformen nach in den Tönen zerlegten Silberbildern wissenschaftlich geäußert.
Er war verheiratet mit Auguste Emilie Hohann geborene Cohen. Zu ihren Kindern gehörte der 1901 geborene Gustav Adolf Hermann Gert Claus Eckardt, der allerdings bereits 1902 starb.